# 多利思比孤
多利思比孤（日语：／*/?），一作多利思北孤，是隋書倭國傳中所記載的一位倭國國王。

## 相關記載
根據《隋書》的記載，倭王姓阿每，字多利思北孤，號阿輩雞彌。其王后號雞彌，太子號利歌彌多弗利。倭國的後宮有女子六七百人。
隋開皇二十年（600年），多利思北孤曾遣使赴隋朝，隋文帝命人訪其風俗。使者聲稱倭國王以天為兄、以日為弟；天未亮時國王打坐不睡治理朝政，天亮後就退朝，國王委託政事給弟弟（指太陽）与男弟王。隋文帝認為這種風俗無義理，令其改之。
大業三年（607年），多利思北孤再次遣使赴隋朝貢，並帶僧人數十人來隋朝學習佛法。使者向隋煬帝獻上一封國書，上有「日出處天子致書日沒處天子無恙」等字。這引起了隋煬帝的不悅，對鴻臚卿說：「蠻夷有無禮者，勿復以聞。」雖然如此，隋煬帝仍舊派遣文林郎裴世清出使倭國。
裴世清出使倭國的路線是：先到達百濟，行至竹島，向南可以望見羅國（耽羅國）。經過大海中的都斯麻國（對馬島），向東到達一支國（壹岐島）、竹斯國（筑紫國），再向東來到秦王國（風俗與中國相同，《隋書》編撰者認為可能是夷洲）。又經過十余個倭國的附屬國，來到倭國的都城邪靡堆（《隋書》編撰者認為是魏志倭人傳中的邪馬台）。
倭王派遣小德阿輩台迎接裴世清，設宴相請，又派使者隨裴世清赴隋朝朝貢。此次以後，倭國就斷絕了對隋朝的朝貢，《隋書》也失去了對倭國的記載。

## 後世的考證
在《隋書》中，倭國國王是一位男性，並且有妻、子。然而根據《日本書紀》和《古事記》的記載，當時日本在位的天皇只有一位女天皇，也就是推動大化改新的推古女皇（33任天皇）。因此，多利思比孤的真實身份存疑。
《舊唐書·倭國傳》稱倭國國王姓阿每（天）氏；在《新唐書·倭、日本傳》中，有這樣一句：「用明，亦曰目多利思比孤，直隋開皇末，始與中國通。」
日本學者直木孝次郎認為《唐書》多利思北孤是多利思比孤的筆誤，意思是「天垂下彥」（天より垂下した彦，來自天上的尊貴男子）；「阿輩雞彌」則是アメキミ，即「天君」的意思。目前日本學界多支持此說。
也有學者認為，多利思比孤指的是推古女皇時期的，擔任攝政的日本皇太子厩戶皇子（聖德太子）。還有學者認為他是當時日本九州地區的國王。他們依據《舊唐書》中倭和日本分列兩條，認為「倭」同「日本」當時仍是兩個並立不同的國家，「倭」指的是九州王朝，「日本」指的是當時建都於飛鳥的倭王權（參見九州王朝說）。如此可合理解釋：向來以重和知禮、敬慕中國文明聞名的聖德太子，為何他的時代會有那封並不禮貌的國書：因為實際遞出讓隋帝不悅國書的人，可能並非聖德太子所屬的倭飛鳥朝。